# Il vicario di Wakefield
Il vicario di Wakefield è un romanzo dello scrittore irlandese Oliver Goldsmith, scritto tra il 1761 e il 1762 e pubblicato nel 1766.
È stato uno dei libri più letti tra il XVIII ed il XIX secolo: viene infatti citato in Middlemarch di George Eliot, Emma di Jane Austen, David Copperfield e Racconto di due città di Charles Dickens, Frankenstein di Mary Shelley, The Professor e Villette di Charlotte Brontë, Piccole donne di Louisa May Alcott, I dolori del giovane Werther e Gli anni di apprendistato di Wilhelm Meister di Johann Wolfgang von Goethe. Tra il 1809-1810 ne darà una traduzione famosa Giovanni Berchet per l'editore milanese Destefanis. 

## Pubblicazione
Samuel Johnson, uno degli amici più stretti di Goldsmith, spiegò come Il vicario di Wakefield giunse ad essere pubblicato:
(Samuel Johnson)
Il romanzo era Il vicario di Wakefield, e Johnson lo aveva venduto a Francis Newbery, nipote di John Newbery, e lo tenne per sé due anni prima di pubblicarlo.

## Trama

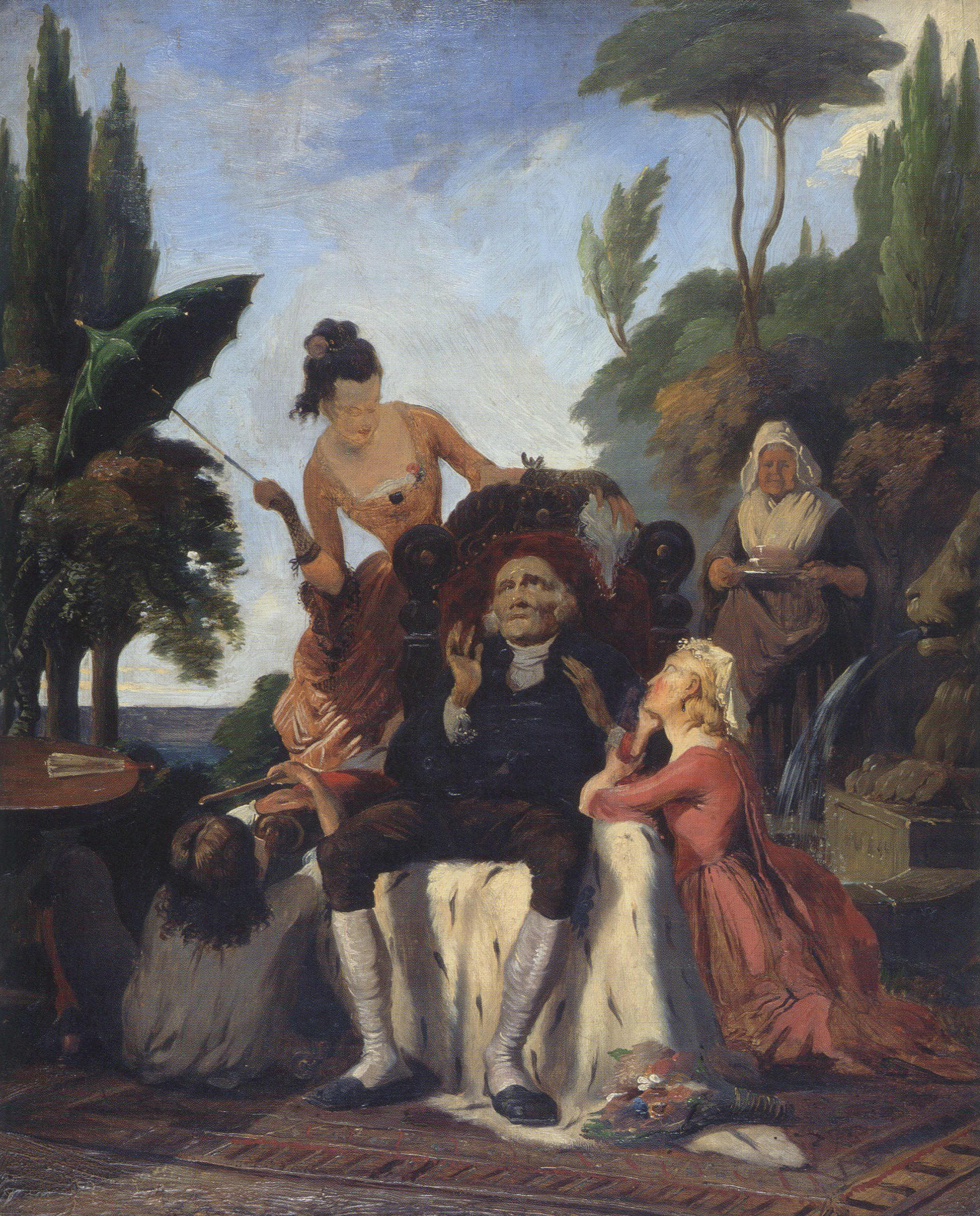
Il vicario con la sua famiglia (dipinto di Ford Madox Brown)

Il romanzo tratta le vicende di una normale famiglia irlandese del 1700: il dottor Primrose, la moglie Deborah e i loro sei figli. Vivono una vita idilliaca in una parrocchia di campagna. Il vicario è ricco, grazie ad azzeccati investimenti provenienti da un'eredità ricevuta da un parente defunto. Ogni anno dona le 34 sterline che guadagna col suo lavoro sia agli orfani del luogo che ai veterani di guerra. La sera del matrimonio di suo figlio George con la ricca Arabella Wilmot, il vicario perde tutto il suo patrimonio a causa del fallimento del suo broker, fuggito con i suoi soldi.
Il matrimonio viene perciò disdetto dal padre di Arabella, noto per la sua prudenza con il denaro. George, che ha studiato a Oxford ed è grande abbastanza per essere considerato un adulto, viene mandato in città. Il resto della famiglia si trasferisce in una nuova e più umile parrocchia nella terre del Cavalier Thornhill, noto donnaiolo. Lungo la strada, sentono parlare della dubbia reputazione del loro nuovo padrone di casa e, per contro, di suo zio Sir William Thornhill, conosciuto in tutto il paese per la sua dignità e generosità.
Un povero ed eccentrico amico, il signor Burchell, incontrato in una locanda, salva Sofia dall'annegamento. Lei è immediatamente attratta da lui, ma sua madre, ambiziosa, non incoraggia i suoi sentimenti.

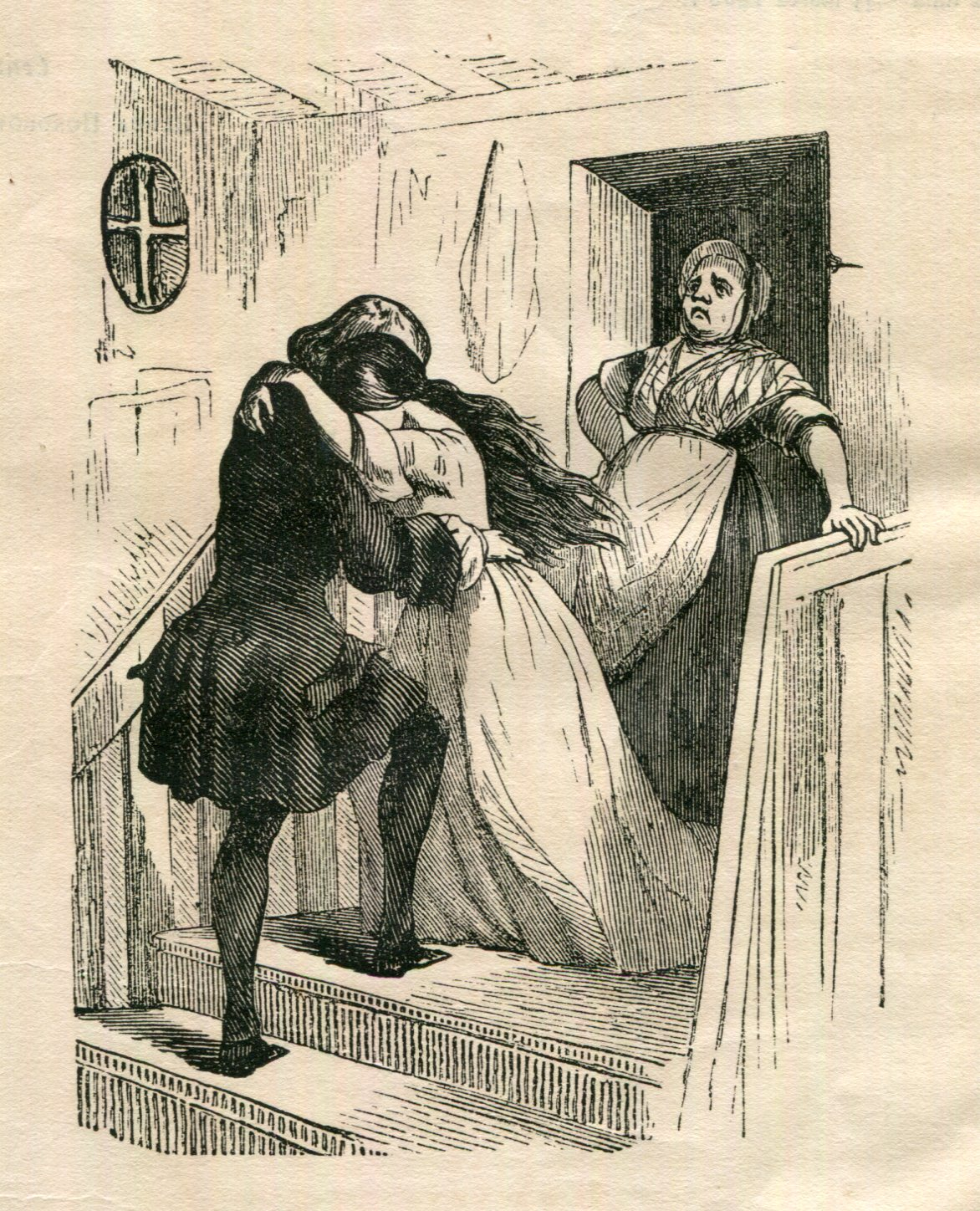
Ritorno di Olivia

Segue un periodo di vita familiare felice, interrotto solo da visite regolari del focoso Cavalier Thornhill e del signor Burchell. Olivia è affascinata dall'attraente carisma di Thornhill, ma allo stesso tempo incoraggia in maniera ridicola le ambizioni sociali della signora Primrose e delle sue figlie.
In seguito, Olivia viene data per scomparsa. Prima si sospetta di Burchell, ma dopo un lungo inseguimento il dottor Primrose trova sua figlia, in realtà ingannata da Thornhill, deciso a sposarla con una finta cerimonia e a lasciarla poco dopo, come aveva già fatto in precedenza con altre donne.
Olivia e suo padre, di ritorno a casa, la trovano in fiamme. Nonostante la famiglia abbia perso quasi tutti i suoi averi, il maligno Thornhill insiste per il pagamento dell'affitto. Siccome il vicario non può pagare, viene condotto in prigione.
Dopodiché è un susseguirsi di eventi terribili: la figlia del vicario, Olivia, viene data per morta, Sofia viene rapita, ed anche George viene mandato in prigione in catene e coperto di sangue, poiché aveva sfidato Thornhill a duello quando aveva sentito parlare della sua malvagità.
A questo punto giunge il signor Burchell, che risolve tutti i problemi: salva Sofia, annuncia che Olivia non è morta e si scopre che il signor Burchell è in realtà il degno Sir William Thornhill, che viaggia per tutto il paese sotto mentite spoglie. Alla fine, c'è un doppio matrimonio: George sposa Arabella, come aveva sempre desiderato fin dall'inizio, e Sir William Thornhill sposa Sofia. Si scopre che il servo di Thornhill lo aveva ingannato, e così il finto matrimonio del Cavaliere e di Olivia è in realtà valido. Infine anche la ricchezza del vicario viene restituita nel momento in cui il mercante fallito viene ritrovato.

## Filmografia
Il romanzo di Goldsmith venne portato sullo schermo in diverse versioni:
- The Vicar of Wakefield di Theodore Marston (1910)
- The Vicar of Wakefield di Frank Powell (1912)
- The Vicar of Wakefield di Frank Wilson (1913)
- The Vicar of Wakefield di John Douglas (1913)
- The Vicar of Wakefield di Fred Paul (1916)
- The Vicar of Wakefield di Ernest C. Warde (1917)

## Citazioni letterarie
Il vicario di Wakefield è citato dal famoso drammaturgo rumeno Eugene Ionesco nella sua prima e celebre opera La cantatrice calva, del 1950.